# 门联

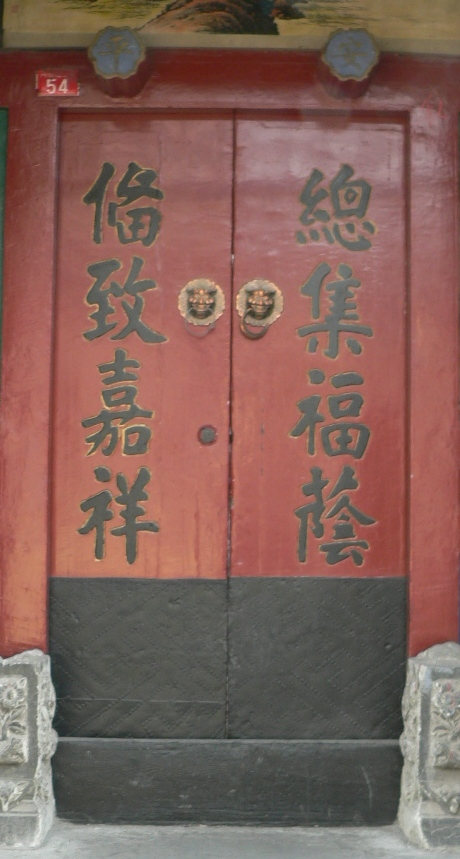
北京四合院的门联

门联，又称门贴、门对、门对子，是对联的一种，和位于楹柱上的楹联不同，门联位于屋门或院门上，由篆刻或书写而成。和春联不同，门联并不只用于新春，因此在内容上有所区别。
门联起源于桃符，在桃木板上画门神或写门神的名字，贴在大门两侧，用以辟邪。后来桃符演变为了门联。
在北京四合院中，门联内容多为“忠厚传家久，诗书继世长”之类， 多见于如意门和小门楼上，而广亮大门、金柱大门一般无门联。